# Kagohl 3

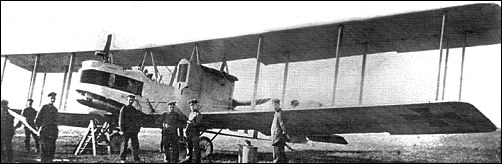
Samolot Gorha G. IV w jaki od marca 1917 używała jednostka.

Kampfgeschwader der Obersten Heeresleitung 3 ‘England-Geschwader’ – Kagohl 3 – jednostka lotnictwa niemieckiego Luftstreitkräfte z okresu I wojny światowej.

## Informacje ogólne
Jednostka została utworzona we Fliegerersatz Abteilung Nr. 3, 20 grudnia 1915 roku. Składała się z sześciu jednostek bojowych Kampfstaffeln, każda po 6 samolotów. Kasta 13, Kasta 14, Kasta 15, Kasta 16, Kasta 17 i Kasta 18.
W Kagohl 3 służyli między innymi (późniejsze asy myśliwskie): Rudolf Klimke, Kurt Küppers.
Dywizjon używał między innymi samolotów Gotha G.IV.

## Dowódcy Eskadry
| Stopień | Nazwisko          | Okres              |
| ------- | ----------------- | ------------------ |
| kapitan | Ernst Brandenburg | do 1 kwietnia 1917 |